# 横断面
横断面（おうだんめん、英：transverse plane）は、細長い物体について、その長さ方向に対し垂直な平面である。通常、切断・断層撮影・模式図などで断面図として図示される。
細長い物体の三次元形状は、横断面をそれに垂直な方向に平行移動した柱体として近似できる。
動物の場合、横断面は体軸に垂直な面となる。ヒトでは体を上下に分ける水平面（horizontal plane）だが、四足歩行する動物では前後に分ける垂直面となる。このような煩雑さ避けるため、水平面ではなく横断面という用語が使われる。
また全身の横断面とは別に、四肢や首などに対しては、胴体との位置関係とは無関係に、その長さ方向に垂直な横断面を定義できる。
横断面に対しそれに垂直な縦断面も定義できるが、放射相称でない動物では矢状面と冠状面を区別する必要がある。横断面・矢状面・冠状面は互いに垂直である。

## 画像

ヒトの横断面
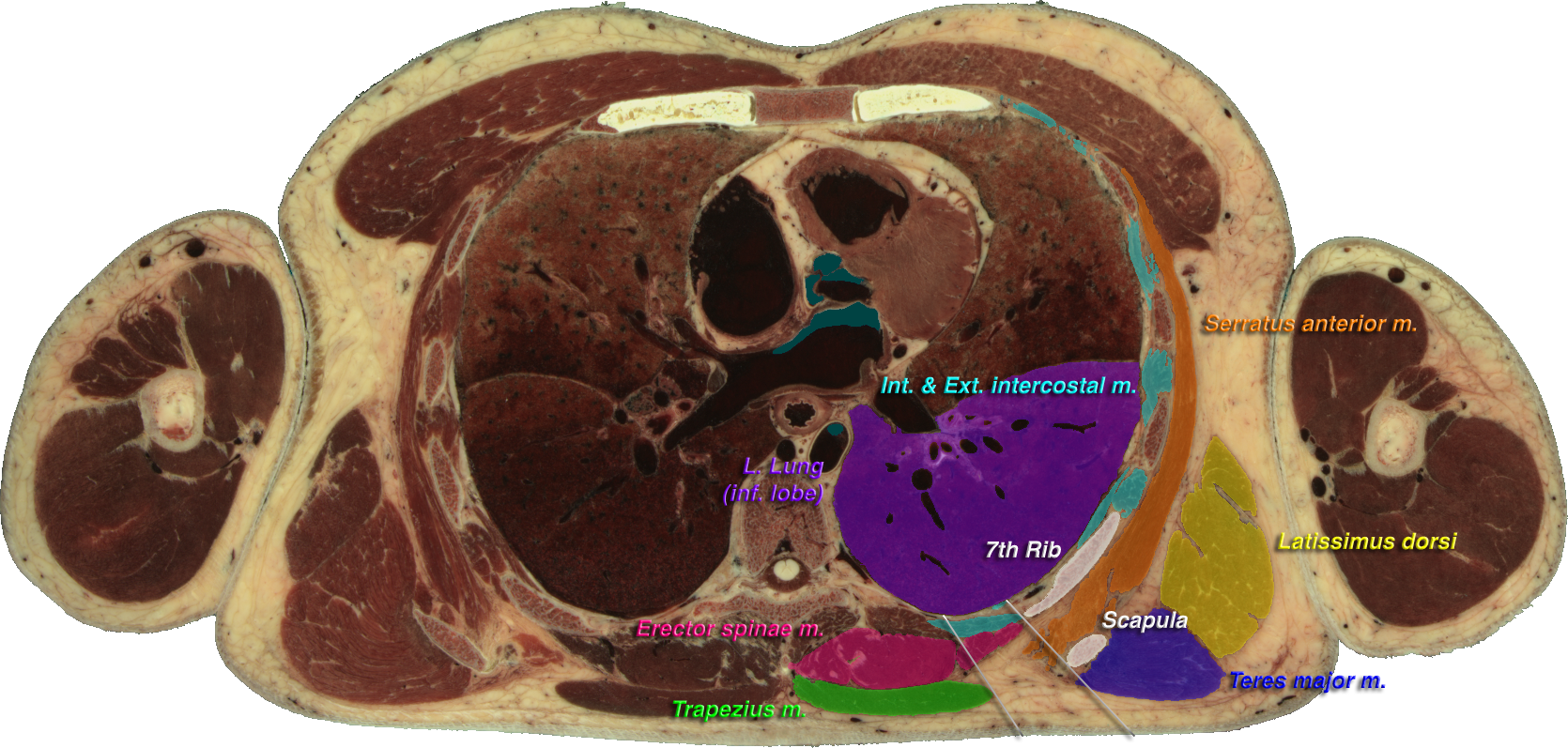
人体
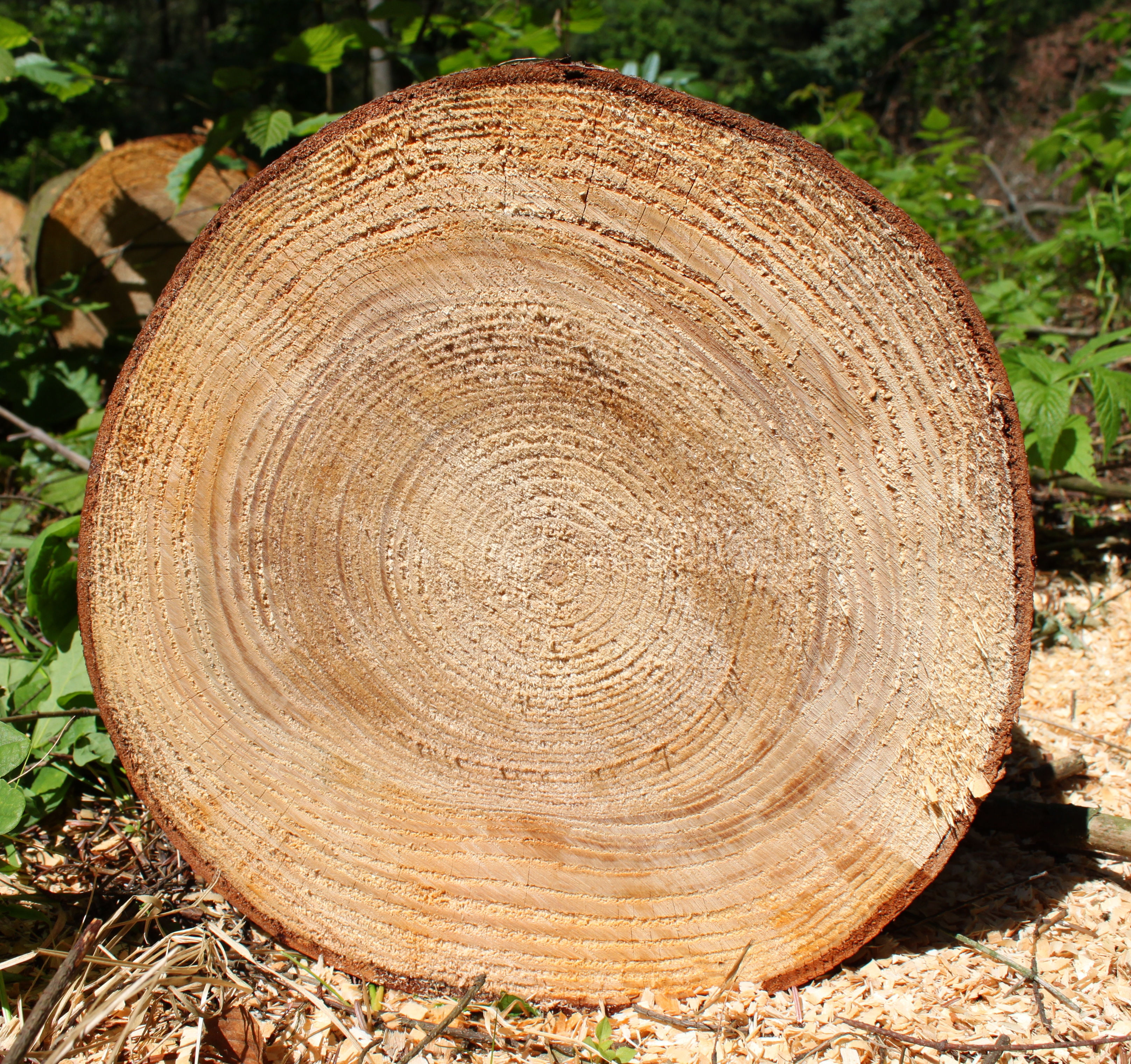
マツ科の1種
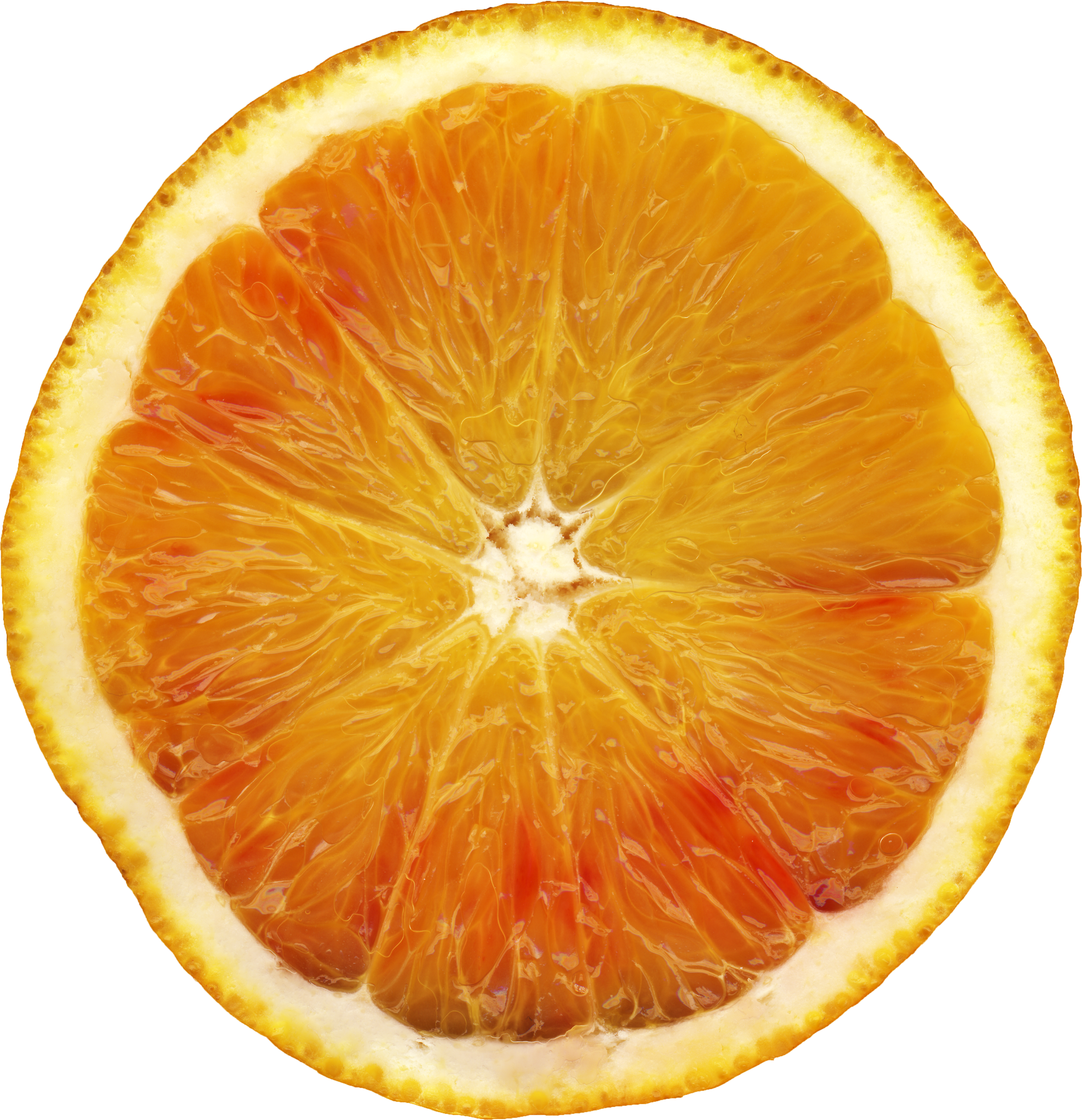
オレンジ
旅客機